# Rock Cabaret
Rock Cabaret é uma gênero de música, que surgiu nos anos 80, em casas noturnas, shows com mulheres, ainda assim não confundir com prostíbulos, além dos instrumentos basicos, no Rock Cabaret usa-se bateria eletrônica, sintetizadores, piano e acordeão.

## Gênero Musical
Hoje, existem bandas que usam o Rock Cabaret como principal gênero musical, como Panic! at the disco e  The Dresden Dolls .